# I'm Sorry I Made You Cry
«I'm Sorry I Made You Cry» es una canción de la Primera Guerra Mundial escrita y compuesta por N.J. Clesien. Fue publicada en 1918 por Leo Feist, Inc. en Nueva York. La carátula de las partituras muestran a un soldado abrazando a una mujer.
Las partituras pueden ser encontradas en la Biblioteca Militar Pritzker.

## Uso en otros medios
- La actriz estadounidense Alice Faye la cantó en la película Rose of Washington Square (1939).[3]